# Diane Murphy
Pour les articles homonymes, voir Murphy.
Diane Murphy, née le 17 juin 1964 à Encino (Los Angeles), est une actrice américaine.
Elle a joué le rôle de Tabatha Stephens dans la série Ma sorcière bien-aimée, tout comme sa sœur jumelle Erin Murphy.

## Filmographie
Télévision
- 1966-1972 : Ma sorcière bien-aimée : Tabatha Stephens